# Büchl Antal
Büchl Antal (Detta, 1908. május 4. – München, 1980. június 19.) magyar jogász és helytörténész.

## Életútja
A középiskolát Temesvárt, jog- és államtudományi tanulmányait Bukarestben és Kolozsvárt végezte. 1948-ig jogász Dettán, 1958-ig tanár Gátalján, 1968-ig közgazdász Temesvárt. A Bánságra vonatkozó gazdaság- és művelődéstörténeti cikkeit a Korunk, Tibiscus, Könyvtári Szemle, Művelődés közölte. A Lépcsők (Temesvár, 1977) c. antológiában Ady Endre és Szabolcska Mihály híveinek 20. század eleji temesvári ütközéseit mutatta be, a Korunk Évkönyv 1979-ben tanulmányát közölte A Bánság lakóinak letelepedéséről és eredeti gazdálkodásáról 1848 előtt.